# 경남도립남해대학
경남도립남해대학(慶南道立南海大學, University of Gyeongnam Namhae)은 대한민국 경상남도 남해군에 있는 공립 전문대학이다.

## 연혁
1994년 11월 대한민국 최초의 도립 대학으로 경상남도도립남해전문대학이 설립되었다. 이어 1996년 3월 7일 개교하여 현재에 이르고 있다.

## 교육편제
경남도립남해대학은 호텔조리제빵학부 등 1개 학부를 설치하고, 10개 학과를 설치하여 전문학사 학위 과정을 교수하고 있다.

## 교육 방침상의 특징
경남도립남해대학은 전공 부적응 학생들을 위해 복수직무 이수제를 도입해, 다른 전공영역과 직무를 체험하고 학습할 수 있는 기회를 제공하는 'NCS-DAY' 제도를 운영하고 있다.

## 위상
경남도립남해대학은 1998년부터 2009년까지 12년 연속 교육부 재정지원 평가 우수전문대학으로 선정된 이력이 있다.

## 같이 보기
- 경남도립거창대학